# Palazzo di Nerone
Il Palazzo Artiaco, detto popolarmente palazzo di Nerone è un palazzo di Napoli, sito in via Anticaglia.
Appartenuto ai marchesi Artiaco, è situato appena dopo il secondo arco che sosteneva l'antico teatro romano.
La denominazione popolare deriva dal fatto che nel suo giardino si trovano mura costituite da opus reticulatum inglobate in strutture seicentesche.